# Castleford
Castleford ist eine Mittelstadt im Borough City of Wakefield der englischen Grafschaft West Yorkshire. Sie hatte 2011 gemäß Volkszählung insgesamt 39.192 Einwohner.

## Geographie
Castleford liegt etwa 14 Kilometer südöstlich von Leeds am Zusammenfluss des River Aire mit dem River Calder.

## Geschichte
Zur Zeit der Römer stand auf dem Gebiet von Castleford zur Sicherung der Furt über den River Aire das Castrum Lagentium mit Lagervorstadt. Aus der Zeit der Angelsachsen wurden bislang keine Besiedlungsspuren gefunden, allerdings erwähnt die Angelsächsische Chronik für das Jahr 948 einen Ort namens Ceaster forda. Im Domesday Book wird der Ort jedenfalls nicht angeführt. Die erste urkundliche Erwähnung einer Pfarrkirche fand zwischen 1178 und 1184 statt. Vom Mittelalter bis zur industriellen Revolution war Castleford ein landwirtschaftlich geprägtes Dorf mit weniger als 1000 Einwohnern. Im 19. Jahrhundert wuchs die Bevölkerung rasant an, da um die Stadt herum mit neuen Kohlegruben viele Arbeitsplätze entstanden. Um 1890 lebten bereits 15.000 Menschen in Castleford. Durch die Schließung dieser Kohlegruben im 20. Jahrhundert (bzw. zuletzt im Jahr 2015 das Steinkohlebergwerk Kellingley) gingen viele dieser Arbeitsplätze wieder verloren.

## Sport
Castleford ist die Heimatstadt der Castleford Tigers, einem in der Super League spielenden Rugby-League-Verein.

## Söhne der Stadt
- Henry Moore (1898–1986), Bildhauer und Zeichner
- Daryl Peach (* 1972), Poolbillardspieler
- Peter Robinson (1950–2022), Schriftsteller